# Franco Marzilli
Franco Marzilli (Roma, 14 dicembre 1934 – Poggio Mirteto, 22 marzo 2010) è stato un ceramista, scultore e pittore italiano, pittore figurativo.

## Biografia
Franco Marzilli nasce da una famiglia romana e vive la sua giovinezza a Trastevere.
Si avvia fin da ragazzo agli studi d'arte, frequentando la "Scuola preparatoria alle arti ornamentali" di Roma. Inizia la sua produzione artistica ed espositiva nei primi anni Sessanta, stando sempre al di fuori delle mode, dei gruppi e delle tendenze.
Tra la fine degli anni Sessanta ed i primi Settanta, dopo le prime esperienze espositive a Firenze e Venezia, Marzilli si è spostato prima a New York, poi a Londra ed infine a Parigi, dove ha brevemente sostato dipingendo e studiando.
Negli anni settanta si sposta nella campagna della Sabina, prima nel borgo medievale di Casperia, poi in un casale di Poggio Mirteto, dove prosegue indisturbato la sua produzione artistica.
Si spegne a marzo 2010 all'età di 75 anni.

## L'attività artistica
La produzione artistica di Franco Marzilli è estremamente variegata e spazia dai paesaggi romani a quelli della campagna laziale, dalle nature morte ad affascinanti soggetti astratti. Marzilli si trovava a proprio agio fra paesaggio, natura morta e figura. I suoi celebri paesaggi romani, dimostrano una solidità dell'architettura esaltata dalla morbidezza e dall'estrema ricercatezza del colore. Castel Sant'Angelo, i ponti sul Tevere, il Colosseo evolvono figurativamente nel tempo da una figura più uniforme e dettagliata, verso un'immagine definita in termini emotivi da rapide pennellate e veloci cambi di colore. Le sue ballerine, di cui la prima moglie è stata ispiratrice, irrompono nella scena dei paesaggi romani ed accompagnano due decenni della produzione pittorica del Maestro. Nelle nature morte i colori accesi e sempre mirabilmente accostati restituiscono limoni, uva, mele, fiori che hanno la solidità delle sue sculture in ceramica, promettendo la fragranza ed il profumo della realtà.
Marzilli era meticolosissimo nella scelta dei materiali, delle tele, della carta e dei colori. Eternamente insoddisfatto nella ricerca di quella che per lui era la perfezione e la bellezza che inseguiva da sempre, e che agli occhi dei suoi ammiratori, invece, incarnava con rara maestria. In alcuni cataloghi si legge che Franco Marzilli avrebbe assorbito le lezioni dei maestri romani, riuscendo ad elaborare un raffinatissimo e personalissimo linguaggio pittorico che si esprime in opere di gusto "naturalista-astratto" tipicamente italiano. 
Nell'ultimo decennio i suoi pennelli hanno saputo dipingere l'emozione della campagna sabina, con qualche breve richiamo ai paesaggi romani, come nel caso dei quadri ispirati a Venezia ed a Tivoli, dove ha tenuto una delle ultime mostre personali. Sempre nella città tiberina, il Maestro ha lasciato forse l'ultima testimonianza della composizione di un grande mosaico, sul tema cavalli e cavalieri, nella piazza principale. Colombe, Cavalli e Cavalieri sono i principali temi che le sue tele scambiavano con le sculture di ceramica, ricche di emozione.
Del suo lavoro si sono occupati negli anni i critici d'arte Carmine Benincasa, Toni Bonavita, Carlo Fabrizio Carli, Costanzo Costantini, Floriano De Santi, Carlo Giacomozzi, Sebastiano Grasso, Michelangelo Masciotta, Ruggero Martines, Carlo Melloni, Dario Micacchi, Terence Mullaly, Edith Schloss, Guglielmo Petroni, Marcello Venturoli, Max Wykes-Joice.

## Mostre
- Galleria Vaccarino, Firenze 1962

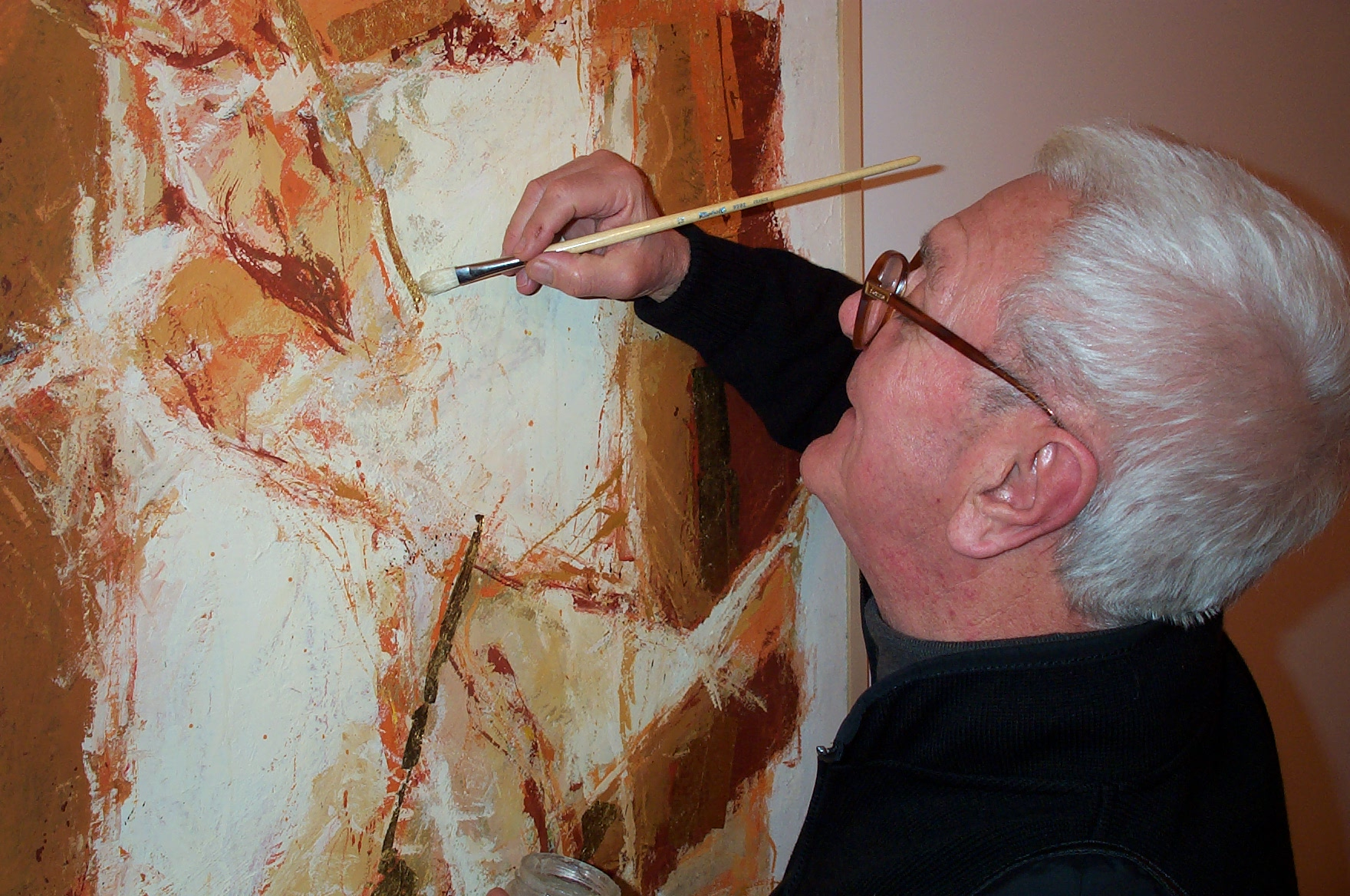
Cavalli rosso e oro (Franco Marzilli), 2006

- Galleria Il Traghetto, Venezia 1968
- The Country Art Gallery, New York; Galleria Il Traghetto, Venezia 1969
- Mercury Gallery, Londra 1970
- Galleria Toninelli, Roma 1971
- University College of Art, Cardiff 1973
- Kama Studio, Roma 1974
- Galerie Paul Vernet, Parigi 1975
- Galleria Il Gonfalone, Roma 1977
- Galleria Italarte, Roma 1985
- Expo Arte, Bari; Arte Fiera, Bologna 1987
- Accademia A. Scalabrino, Montecatini Terme; Expo Arte, Bari; Arte Fiera, Bologna 1988
- Galleria Turelli, Pistoia; Lineart, Gent; Arte Fiera, Bologna 1989
- Lineart, Gent, Arte Fiera, Bologna 1990
- Galleria L'Indicatore, Roma; Galleria Senato, Milano; Arte Fiera, Bologna 1991
- Arte Fiera, Bologna 1992
- Spazio Fiat Arte, Roma ; Expo Arte, Bari; Arte Fiera, Bologna 1993
- Galleria Trifoglio, Pescara; Galleria Eliseo, Roma 1994
- Italarte Fine Print, Roma; Galleria Senato, Milano 1995
- Galleria Italarte, Roma; Spazio Arte della Filiale Renault, Roma 1996
- Galleria VYP (Galleria De Esposiciones) Buenos Aires 1997
- Galleria Italarte, Roma; Fiera d'Arte Estampa, Madrid 1998
- Galleria Senato, Milano 1999
- Galleria Italarte, Roma; Expoarte, Bari; Galleria Helios, Frascati 2000
- Galleria Artestudio, Fasano (BR) 2001
- Galleria Italarte, Roma; Galleria L'Indicatore, Roma 2002
- Galleria Nuova Forma, Lanciano 2003
- Ass. Cavalieri di Santo Stefano, Chiesa di Santo Stefano, Tivoli 2004
- Galleria Lazzaro, Milano; Galleria la Pigna Palazzo Maffei Marescotti, Roma; Sala Gambacorta, Teramo 2005
- Galleria Edarcom Europa, Roma; Edarcom Europa, Andalo 2006
- Galleria Edarcom Europa, Roma; COIN, Roma; Galleria L'Indicatore Italarte, Roma 2007
- Galleria Edarcom Europa, Roma; COIN, Roma; Palazzo Patrizi, Montorio al Vomano; Buon AppeMito Vilage Laghetto EUR, Roma 2008
- Galleria Edarcom Europa, Roma; Galleria L'Indicatore Italarte, Roma; Accademia dei Ravvivati, Piombino; Galleria Le Tele Tolte, Calcata; Villa Pacchiano, Santa Croce Sull'Arno 2009
- Galleria Edarcom Europa, Roma; Galleria d'Arte Garcés, Roma 2010